# Вунк, Арнольд Артурович
Арнольд Артурович Вунк (27 ноября 1922, Пярнумаа — 11 февраля 1992, Харьюмаа) — советский хозяйственный, государственный и политический деятель, Герой Социалистического Труда.

## Биография
Родился в 1922 году в селе Йыхви. Член КПСС.
Призван в РККА 3 июля 1941 года Пярнуским УВК, участник Великой Отечественной войны — с ноября 1942 года по январь 1944 года на Калининском фронте, с февраля по октября 1944 года на Ленинградском фронте, 9 октября тяжело ранен в боях на острове Сааремаа в левую руку и спину, до марта 1945 года — на лечении в госпитале, стал инвалидом 2 группы. Снайпер 3-й роты 921-го стрелкового полка 249-й Эстонской стрелковой дивизии, ефрейтор. С 1948 года — на хозяйственной, общественной и политической работе. В 1948—1980 гг. — колхозник, агроном, с 1952 года председатель колхоза «Куусалу» Харьюского района Эстонской ССР.
Указом Президиума Верховного Совета СССР от 27 декабря 1976 года присвоено звание Героя Социалистического Труда с вручением ордена Ленина и золотой медали «Серп и Молот».
Избирался депутатом Верховного Совета Эстонской ССР 5-го созыва, Совета Национальностей Верховного Совета СССР 7-го и 8-го созывов от Харьюского избирательного округа, входил в состав Планово-бюджетной комиссии Совета национальностей, был членом Комитета Парламентской группы СССР.
Умер в Харьюмаа в 1992 году.